# Werder (Familienname)
Werder ist ein deutscher und niederländischer Familienname.

## Herkunft und Bedeutung
Der Name leitet sich von der Flurform Werder „erhöhtes, von Gewässern oder feuchten Landstrichen umgebenes Land“ ab.

## Verbreitung
Wie auch das Toponym ist der Name in seinen Varianten im ganzen deutschen Sprachraum verbreitet, ebenso im niederländischen Sprachgebiet.
Werder als Familienname kommt ebenfalls in der Schweiz vor, vor allem in den Kantonen Zug und  Aargau.

## Varianten
- Waerder, Warder, Warden
- Werd, Werde, Werden, Werdermann
- Werderits, Werderitsch
- Werth, Werthe, Werther
- Wörth
- Weerts

## Namensträger
Zu den Namensträgern zählen unter anderem Angehörige des brandenburgischen Adelsgeschlechts Werder sowie mehrerer namensgleicher niedersächsischer Adelsgeschlechter. Diese Namen lauten von Werder oder von dem Werder, früher auch in der lateinischen Form de Insula.
- Albert von Werder (General, 1826) (1826–1888), preußischer Generalmajor
- Albert von Werder (General, 1852) (1852–1936), preußischer General der Kavallerie
- August von Werder (1808–1887), preußischer General
- August von Werder (Orgelbauer) (1819–1882), deutscher Orgelbauer
- Axel von Werder (* 1956), deutscher Betriebswirt und Hochschullehrer
- Bernhard von Werder (1823–1907), preußischer General der Infanterie
- Bertha Werder (1822–1856), deutsche Romanschriftstellerin
- Christoph Wilhelm von Werder († 1695), sachsen-merseburgischer Hofmarschall und Rittergutsbesitzer
- Diederich von dem Werder (1584–1657), deutscher Übersetzer, Epiker und Lyriker
- Dietrich von Werder (Minister) (1740–1800), preußischer Minister beim Generaldirektorium
- Dietrich von Werder (General) (1847–1917), preußischer Generalmajor
- Ernst Werder, Pseudonym von Ernst Kreowski (1859–1920), deutscher Journalist und Arbeiterschriftsteller
- Felix Werder (1922–2012), deutsch-australischer Komponist und Musikkritiker
- Ferdinand von Werder (1785–1861), preußischer Generalleutnant
- Franz Karl von Werder (1788–1869), deutscher General der Infanterie
- Friedrich von Werder (1891–1968), deutscher Jurist und Polizeibeamter
- Friedrich Wilhelm von Werder (1747–1820), preußischer Generalmajor

- Gustav Werder (Handelswissenschaftler) (1865–1937), Schweizer Handelswissenschaftler, Geograph und Hochschullehrer
- Gustav Werder (Maler) (1918–1977), schwedischer Landschafts- und Blumenmaler
- Hans von Werder (General, 1771) (1771–1837), deutscher Generalleutnant
- Hans von Werder (General, 1834) (1834–1897), deutscher General der Infanterie
- Hans Werder (1856–1933), deutsche Schriftstellerin, siehe Anna von Bonin
- Hans von Werder (Oberst) (1867–1923), preußischer Oberst, Brigadekommandeur sowie Ritter des Pour le Mérite
- Hans Werder (Schauspieler) (1869–1942), deutscher Schauspieler und Regisseur
- Hans Werder (Manager) (* 1946), Schweizer Manager
- Hans Ernst Dietrich von Werder (1740–1800), Minister beim Generaldirektorium
- Hans Klaus von Werder (1892–1972), deutscher Offizier, persönlicher Adjutant des Prinzen Eitel Friedrich von Preußen
- Hansjörg Werder (1934–2022), Schweizer Mittelschulrektor
- Ilse Werder (1925–2023), deutsche Redakteurin und Sachbuchautorin
- Johann von Werder (1783–1854), preußischer Generalmajor
- Johann III. von Werder († 1466), Bischof von Merseburg
- Johann Ludwig Werder (1808–1885), deutscher Erfinder
- Jules Werder (19.–20. Jh.), Schweizer Buchdrucker und Verleger
- Karl Werder (1806–1893), deutscher Philosoph und Dichter
- Lorenz Werder (1646–1720), Schweizer Bürgermeister
- Ludwig Timon Moritz von Werder (1780–1852), königlich preußischer Generalmajor
- Lutz von Werder (* 1939), deutscher Philosoph, Pädagoge und Soziologe
- Magda Werder (1900–1984), Schweizer Zeichenlehrerin und Künstlerin
- Margrit Wick-Werder (* 1945), Schweizer Historikerin und Museologin
- Nikolaus von Werder (1856–1917), deutscher Verwaltungsjurist und Politiker
- Otto von Werder (1901–1954), deutscher Landrat des Kreises Rees (1935–1945)
- Hermann Werder (1901–1984), Schweizer Arzt und Oberst
- Rasa von Werder (* 1945), deutsch-US-amerikanische Stripperin, Bodybuilderin und Gründerin einer eigenen Kirche
- Ulrich Werder (* 1951), deutscher Fußballspieler
- Urs Werder († 1499), Schweizer Glasmaler
- Wayne Werder (* 1972), neuseeländischer Squashspieler
- Wilhelm von Werder (1786–1854), preußischer Generalleutnant
- Wilhelm von Werder (Landrat) (1895–1945), deutscher Landrat des Kreises Dinslaken (1933–1945)
- Wolf Bernhard von Werder († 1741), sachsen-weißenfelsischer Schlosshauptmann, Stallmeister und Rittergutsbesitzer